# Лупанарій

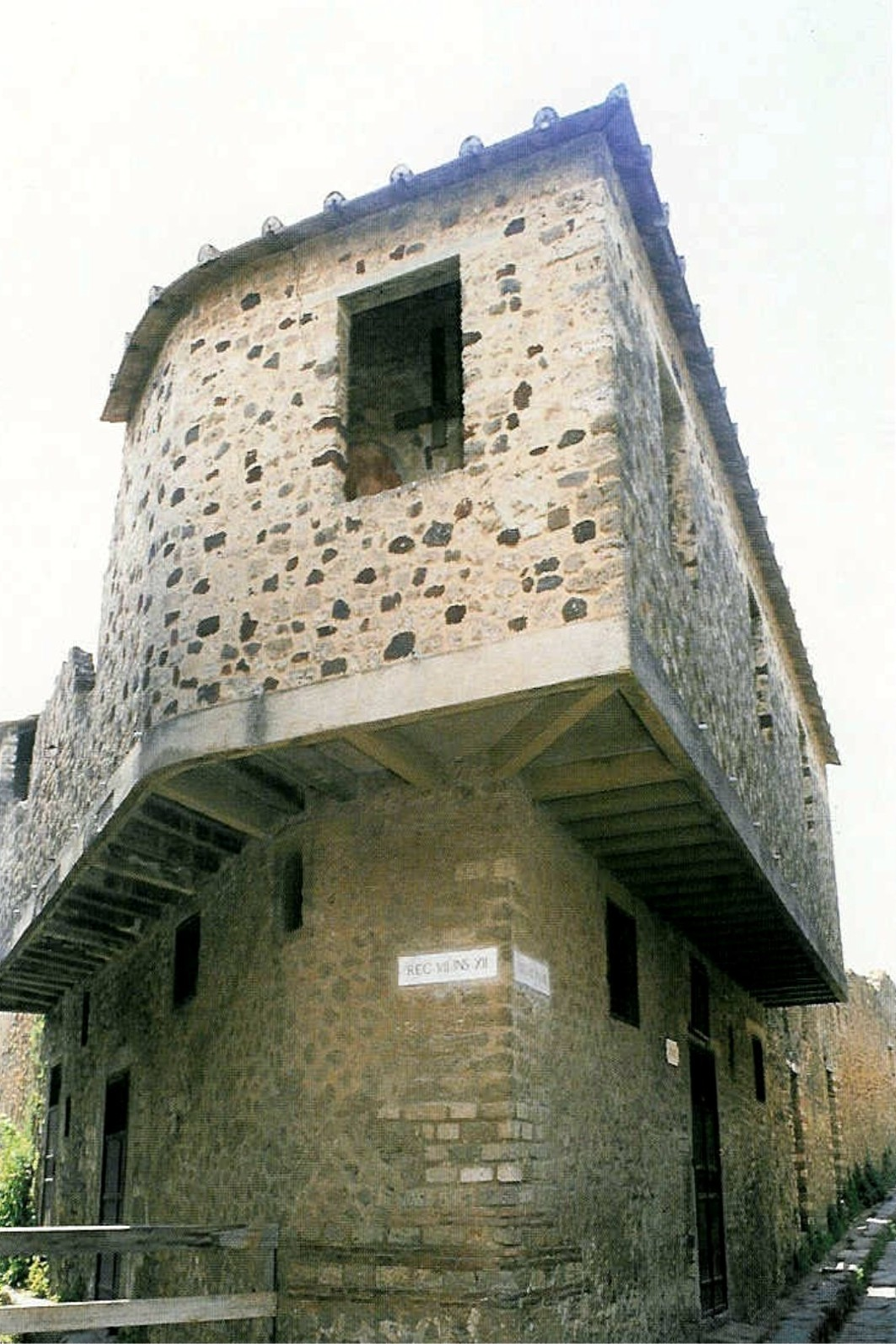
Будівля лупанара в Помпеях

Лупана́рій (лат. lupānārium) або лупа́нар (lupānar) — публічний будинок у Стародавньому Римі, розміщений в окремій будівлі. Назва походить від лат. lupa («вовчиця») — цим словом у Римі називали повій.
Про ступінь поширеності проституції в римських містах можна зрозуміти на прикладі Помпеїв, де виявлено 25–34 приміщень, що використовувалися для проституції (окремі кімнати зазвичай над винними крамницями), і один двоповерховий лупанар з 10 кімнатами.

## У житті Стародавнього Риму
У Помпеях подібні місця намагалися не афішувати. З вулиці в лупанар вели низькі і непримітні двері. Однак знайти лупанар не було складною справою навіть для заїжджих торгівців і моряків. Відвідувачі орієнтувалися за стрілками у вигляді фалічного символу, вирубаних прямо на каменях бруківки. Вони приходили до лупанарів після настання темряви, прикриваючись низько насунутими каптурами. Спеціальний гострий головний убір, так званий cuculus nocturnus («нічна зозуля»), приховував обличчя благородного клієнта лупанарію. Згадка про цей предмет є в оповіданні Ювенала про пригоду Мессаліни.
Навпроти входу до лупанарію був розміщений туалет — один на всіх, а у вестибюлі височів своєрідний трон, на якому сиділа старша lupa — «завідувачка» і воротарка за сумісництвом. Мешканки лупанарів приймали гостей у невеликих кімнатах, розписаних фресками еротичного змісту. Умеблюва́ння цих крихітних кімнат було гранично простим, по суті, це було одне вузьке кам'яне ложе довжиною близько 170 см, яке зверху застеляли матрацом. На вимогу влади всі жінки легкої поведінки носили підняті до грудей і зав'язані ззаду червоні пояси, так звані mamillare. На верхньому рівні були розміщені «VIP-апартаменти», тобто салон і кілька кімнат для заможних громадян. Втім, вигодами не відрізнялися і ці «номери». Вони не мали вікон і були такі темні, що навіть удень підсвічувалися ліхтарями, димними і смердючими. Тож, там було дуже душно. Подекуди не було навіть ліжка — «ложе кохання» складалося з постеленого на підлозі покривала.

## Фрески на стінах лупанаріїв в Помпеях (зСекретного музею)

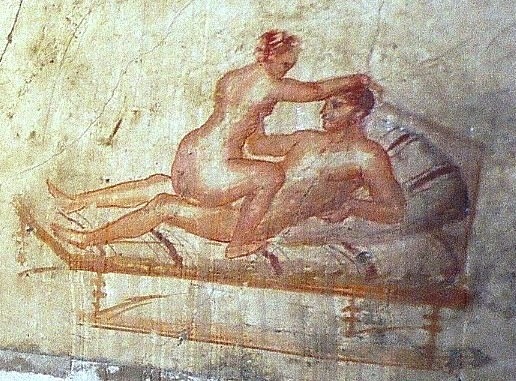
Сексуальна сцена
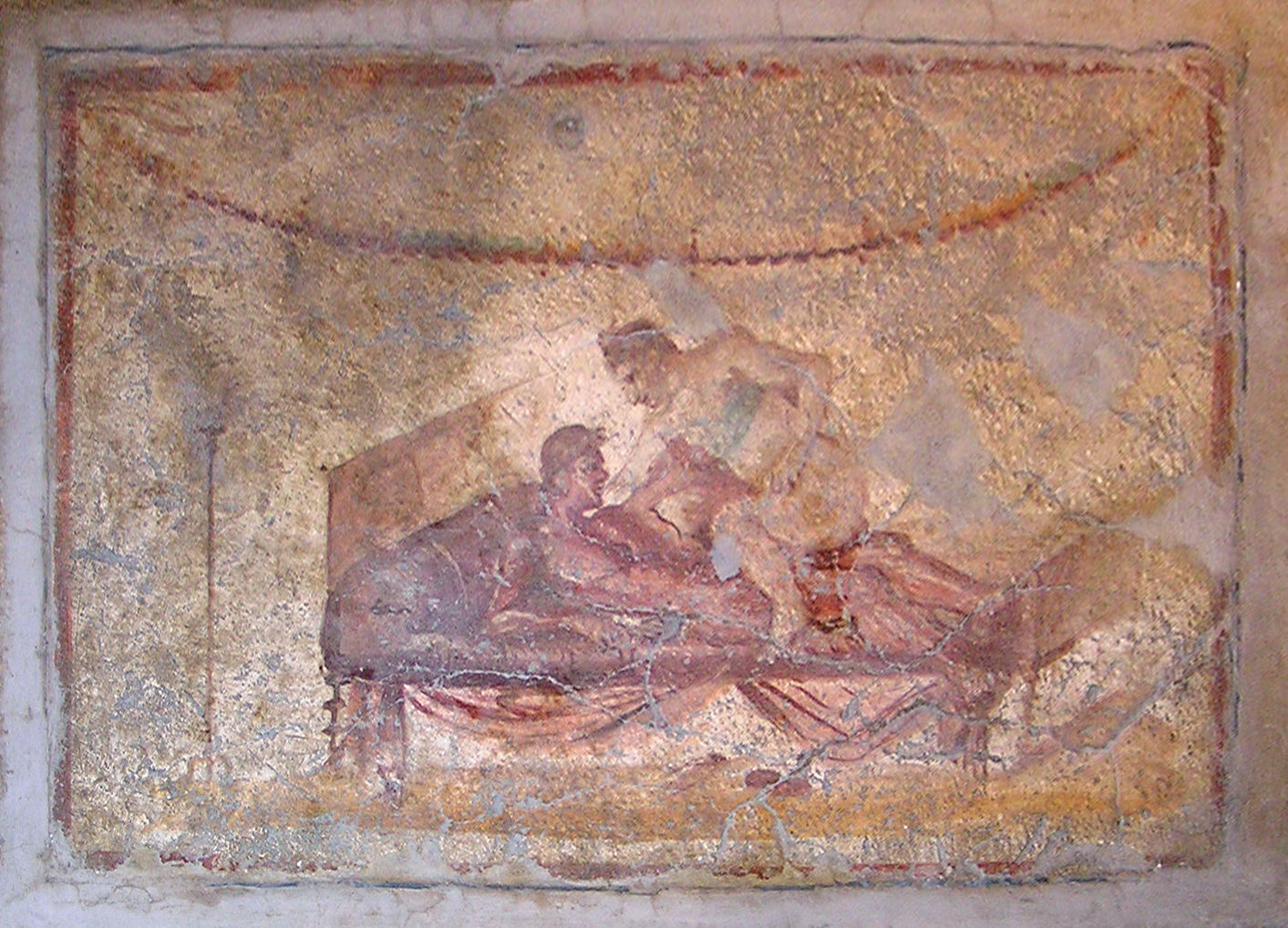
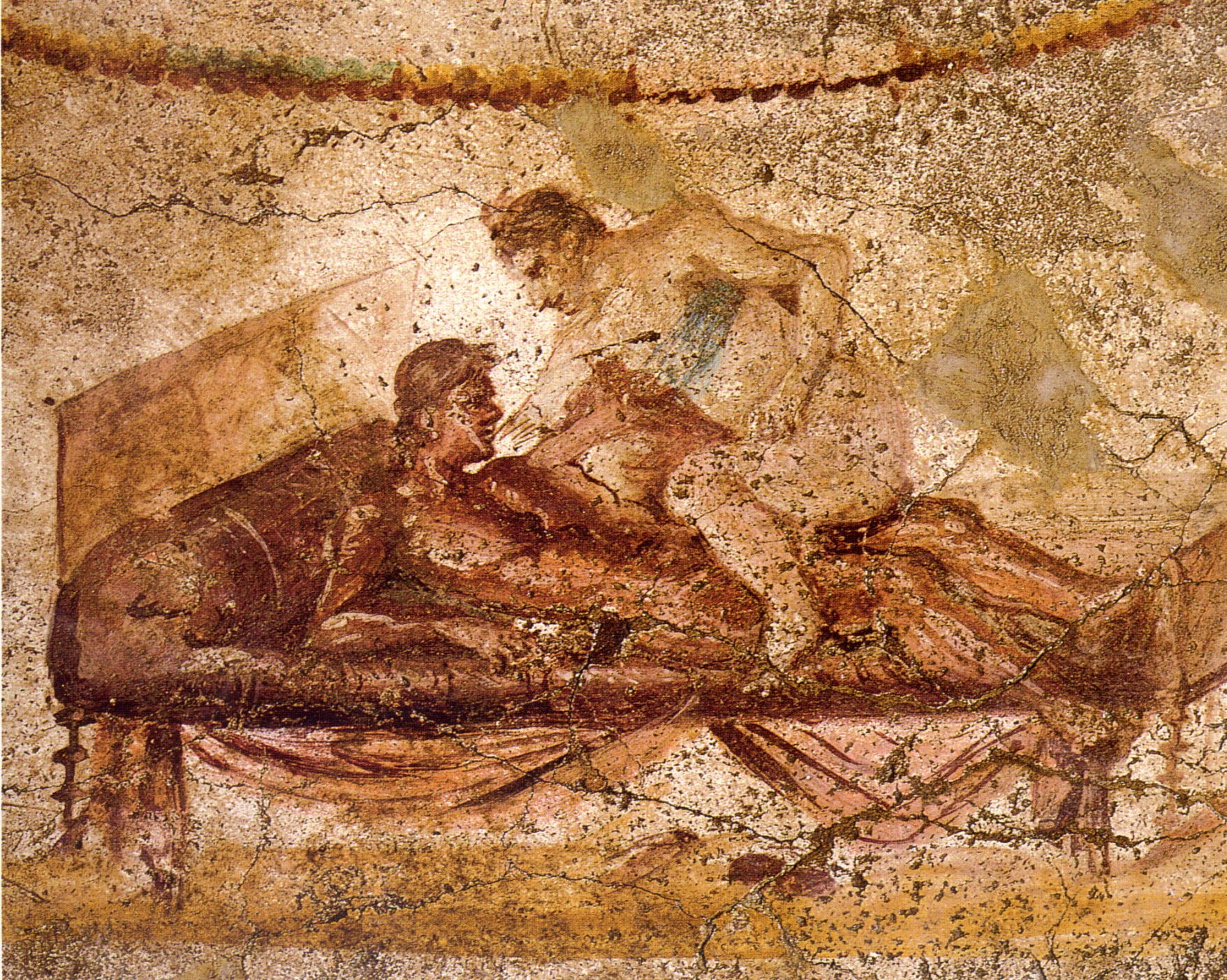
Сексуальна сцена
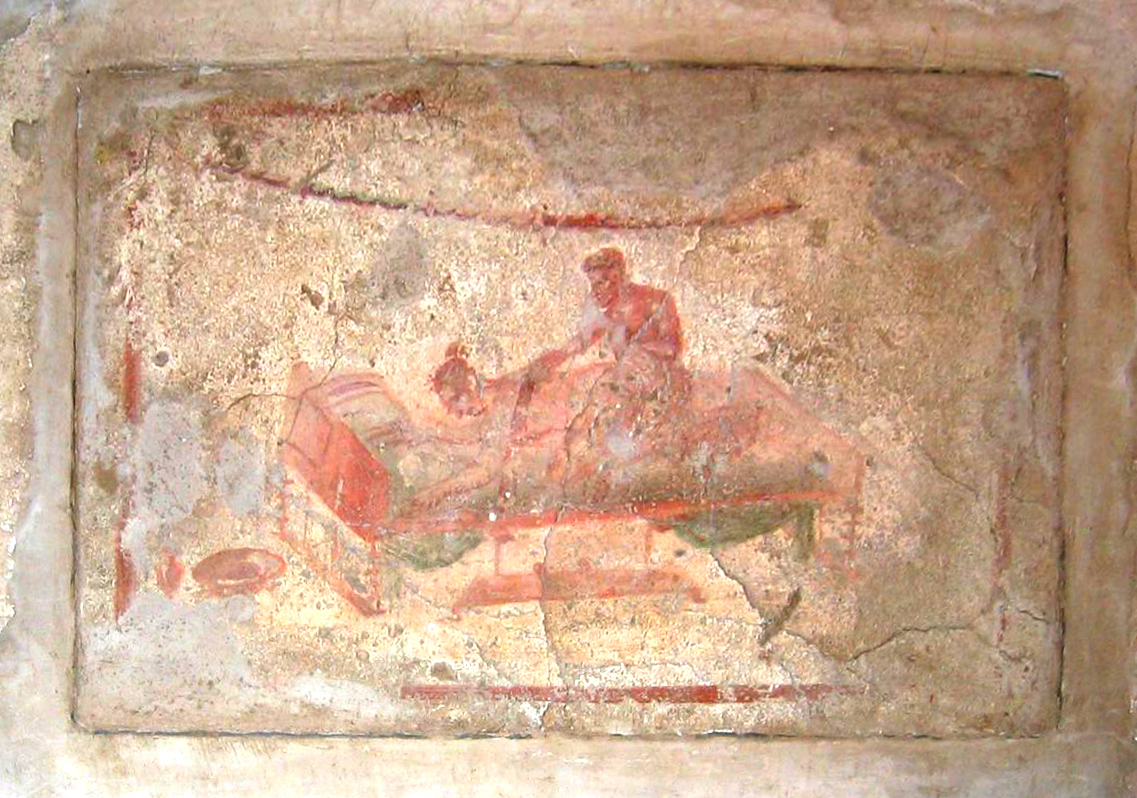
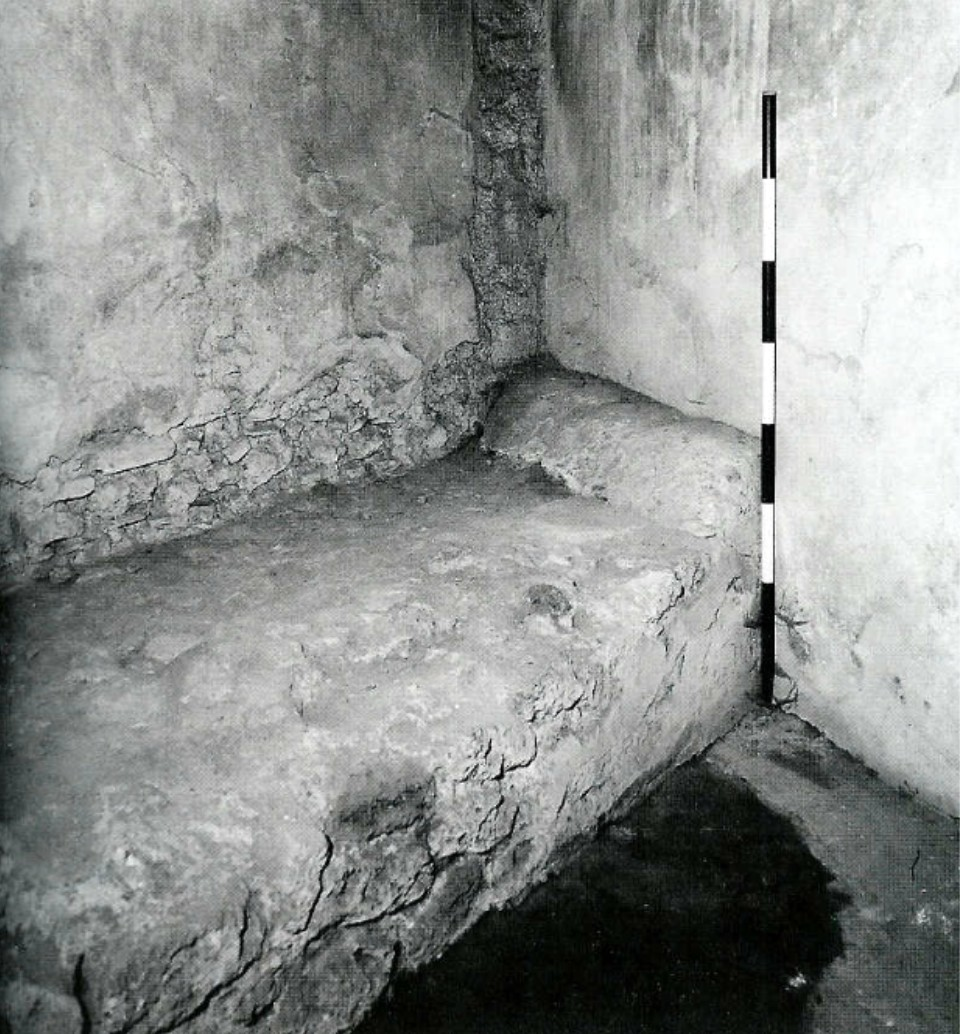
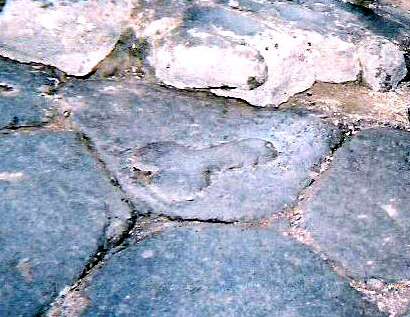
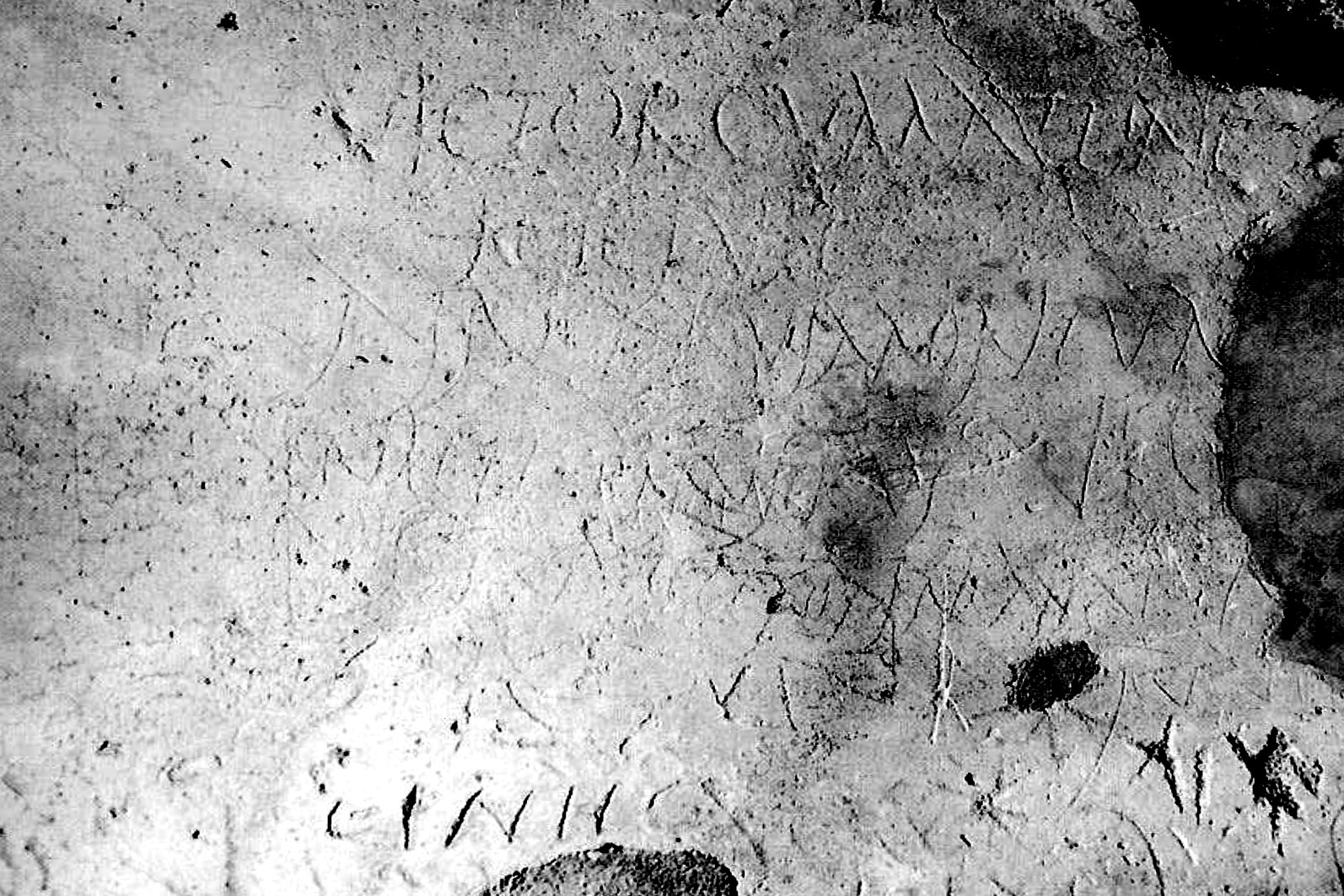
Графіті в лупанарії
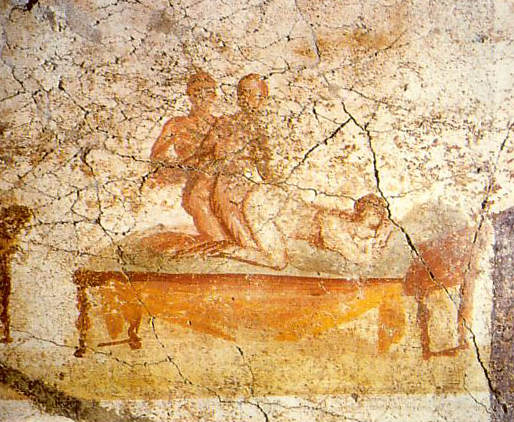
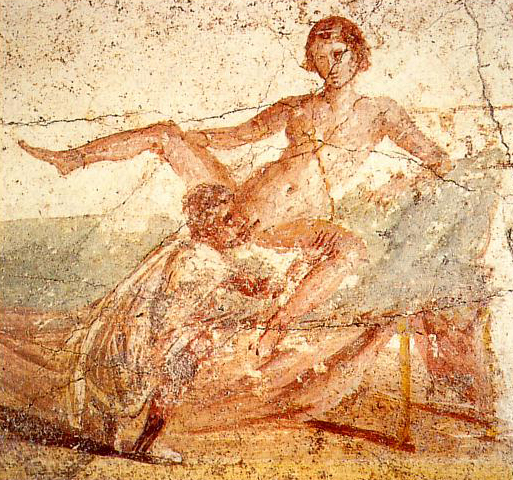
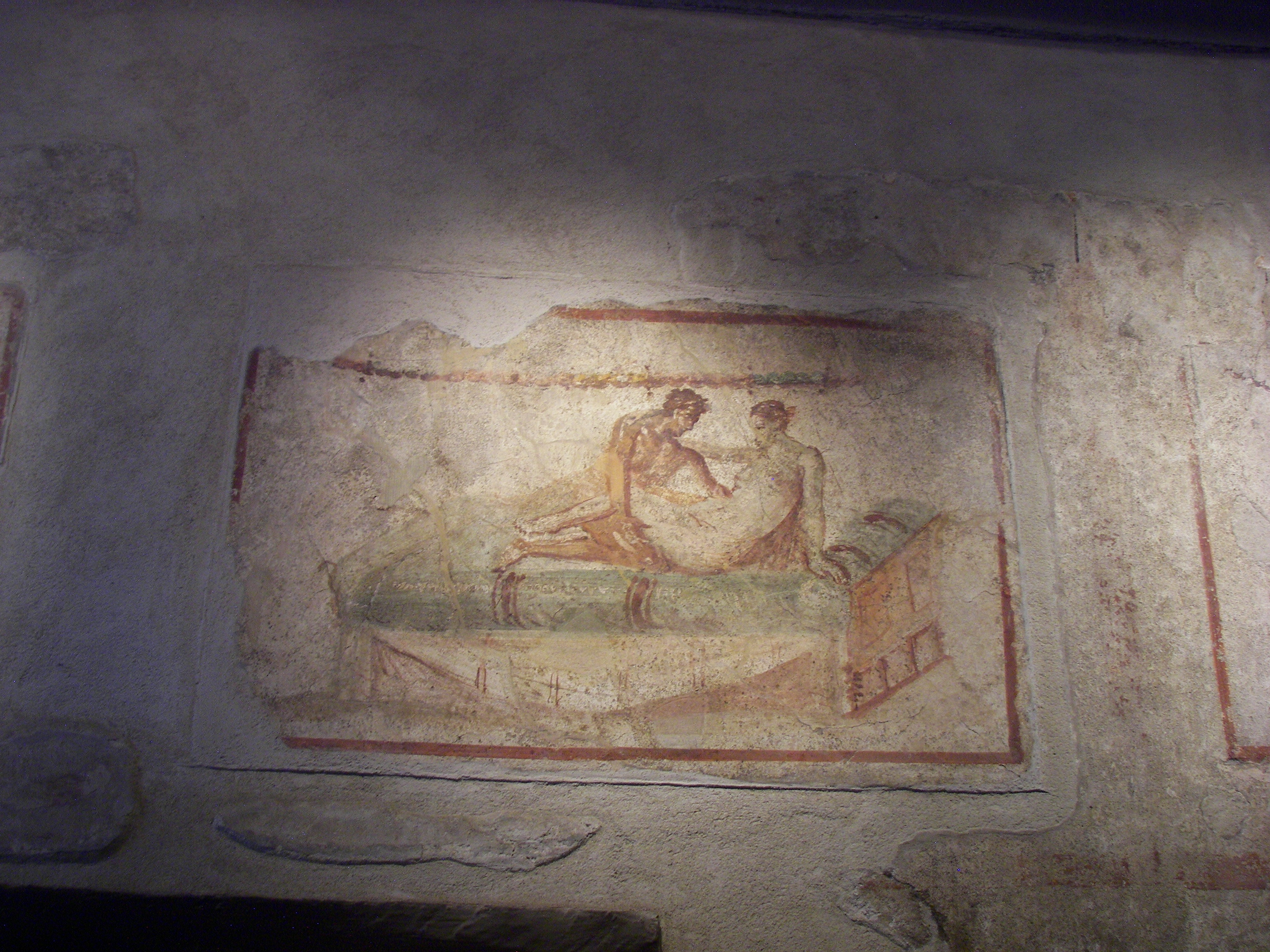
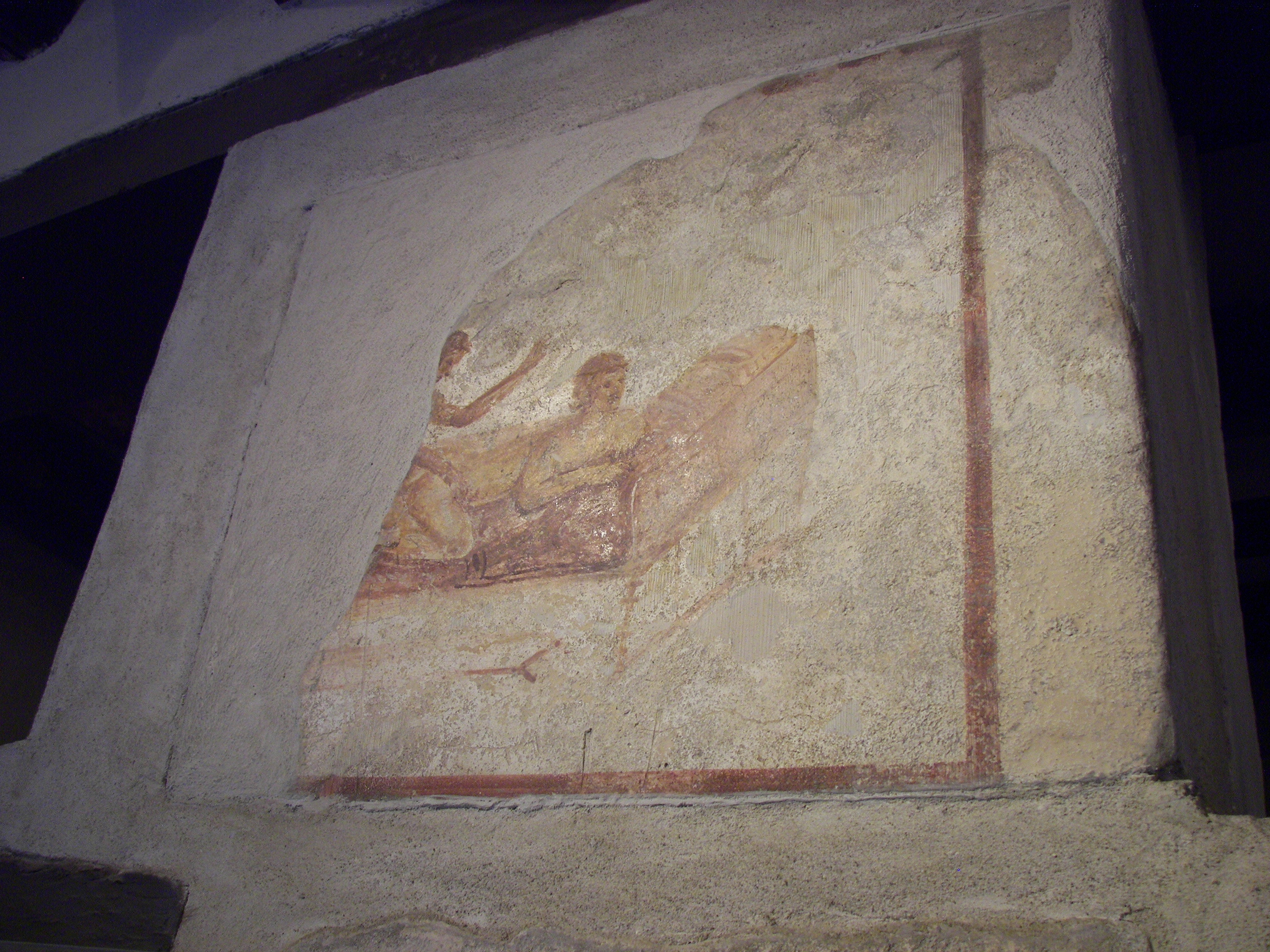